# Alvise Cadamosto
Alvise Cadamosto (også kendt på portugisisk som Luís Cadamosto) (1432 i Venedig, Italien – 18. juli 1488 i samme by) var en italiensk søkaptajn og opdagelsesrejsende.
Han drog på opdagelsesekspeditioner til Afrikas vestkyst og i Atlanterhavet. Ekspeditionerne blev udført på ordre fra Henrik Søfareren. På hans første ekspedition som startede 22. marts 1455 besøgte han Madeira og De Kanariske Øer. På hans anden ekspedition i 1456 blev Cadamosto den første europæer som kom til Kap Verde.